# Sandro Lauper
Pour les articles homonymes, voir Lauper.
Sandro Lauper, né le 25 octobre 1996 à Oberdiessbach, est un footballeur suisse. Il évolue au BSC Young Boys.
Son poste de prédilection est milieu de terrain.

## Biographie

### BSC Young Boys (depuis 2018)
En mai 2018, il signe au BSC Young Boys pour un contrat de 4 ans.
En août 2018, il se blesse aux ligaments de la cheville et sera absent 2-3 semaines.
Il participe à la phase de groupe de la Ligue des champions lors de la saison 2018-2019 avec le club des BSC Young Boys. Il joue cinq matchs lors de cette compétition.
Il se déchire, en mai 2019, les ligaments croisés et doit être opéré dans les prochains jours et ne sera pas à disposition des Young Boys pendant plusieurs mois (il aura disputé seulement 28 matches lors de la saison de Super League).
Mars 2020, il s'est déchiré les ligaments croisés lors d'un duel avec un joueur adverse, lors d'un choc genou contre genou, vendredi lors du match de préparation contre le SC Kriens (5:1).
Sandro Lauper sera absent pendant environ trois semaines, en août 2021. Le joueur de 24 ans s'est blessé aux ligaments de la cheville droite samedi lors du match contre le FC Sion.
Il prolonge son contrat, en octobre 2021 (en même temps qu'Ulisses Garcia, valable jusqu'à l'été 2024) jusqu'à l'été 2025.
En avril 2022, il doit de nouveau s'absenter pendant environ quatre semaines après une intervention chirurgicale à la suite de douleurs persistantes à l'aine gauche.
Il s'est blessé au ménisque du genou droit dimanche 6 juin 2023 lors de la finale de la Coupe contre Lugano (victoire 3-2) dans la phase de départ du match. Il a déjà été opéré et devrait être absent entre quatre et six semaines et devrait donc pouvoir reprendre l'entraînement de l'équipe au cours de la préparation de la nouvelle saison 2023-2024.
Il remporte 5 Championnats de Suisse : 2018-2019, 2019-2020, 2020-2021, 2022-2023 et en 2023-2024 et remporte 2 fois la Coupe de suisse : 2019-2020 et 2022-2023.
En mai 2024, il prolonge encore son contrat de deux ans jusqu'à l'été 2027.

## Palmarès
BSC Young Boys (7)
- 5 fois Champion de Suisse en 2018-2019, 2019-2020, 2020-2021, 2022-2023 et 2023-2024
- 2 fois Vainqueur de la Coupe de Suisse : 2019-2020 et 2022-2023